# Santa Rosalía
Santa Rosalía é um município da Venezuela localizado no estado de Portuguesa.
A capital do município é a cidade de El Playón.